# Oskár Elschek
Oskár Elschek (Bratislava, 16 giugno 1931) è un etnomusicologo e studioso sistematico di scienza musicale e di filosofia della musica slovacco.
Dal 1990 al 1997 fu direttore del dipartimento di scienze musicali dell'Accademia slovacca delle scienze e capo del reparto di etnomusicologia.
Ebbe la cattedra di etnologia all'Università di Trnava.

## Riconoscimenti
Nel 1997 ha vinto il premio Herder.
Nel 2004 il presidente della repubblica Ivan Gašparovič gli ha conferito l'Ordine di Ľudovít Štúr di III classe.

### Opere
- Bartók, B.: Slovenské ľudové piesne I-II ("Béla Bartók: canzoni popolari slovacche I-II"), (co-curatore) 1959-1969
- Úvod do štúdia slovenskej ľudovej hudby I-III ("Introduzione allo studio delle canzoni popolari slovacche I-III"), (coautore) 1962
- Systém grafických a symbolických znakov pre nástrojovú typológiu aerofónov ("Sistema di segni grafici e simbolici per la tipologia degli strumenti aerofoni"), 1969
- Methoden der Klassifikation von Volksliedweisen ("Metodo di classificazione per la scienza del canto popolare"), (co-curatore) 1969
- Hudobná veda súčasnosti ("La scienza musicale del presente") , 1984